# 适园
31°54′12″N 120°16′06″E / 31.90332°N 120.26833°E
适园，是一个位于中国江苏省无锡市江阴老城区南街33号的私家花园，是全国重点文物保护单位。

## 沿革
适园原为江阴陈氏所有，是清末江阴城内的著名私家花园。明朝初年，陈清从扬州随军来江阴，由于守城有功封为“合浦侯”，后定居江阴。清乾隆五十四年（1789），后裔陈宏度进士及第，成为江阴当地望族。他有一孙陈式金，对书画却情有独钟。道光末年，邻居遭遇急难，陈式金出手相助购下了东邻一块空地及房屋，并在此地设计修建园林，取名“适园”。
其布景构思非常巧妙，园中心稍偏南为镜湖，湖边有假山，山中石刻藏有明朝董其昌、清朝梁同书的石刻，以及从文庙迁移的王羲之“换鹅碑”。同治元年（1862年）陈氏金去世，其子陳燨唐发奋图强，光绪元年（1875年）中举、光绪十二年（1886）中进士，任工部营缮司主事。两年后以病为由告退返家侍奉母，并重整适园。陈燮卿擅长绘画，翁同龢曾至适园向其求画《还碑图》。宣统元年（1909年），陈燮卿被任二品官，但因病次年去世。
文化大革命期间，适园遭到破坏。2002年，江苏省人民政府批准其为江苏省文物保护单位。2008年，江阴市人民政府拨专款重建。2013年，适园被公布为全国重点文物保护单位。

## 图库

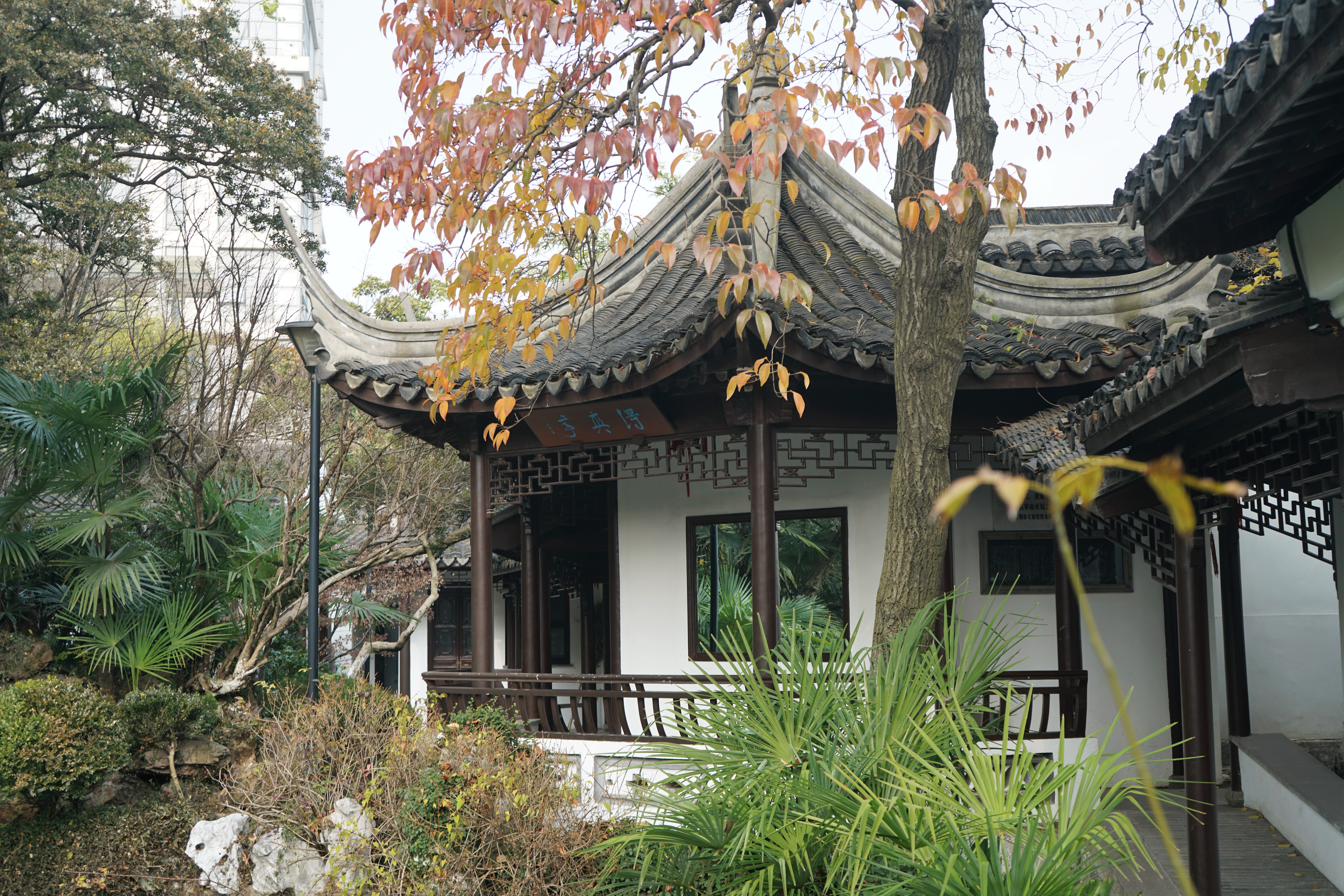
适园
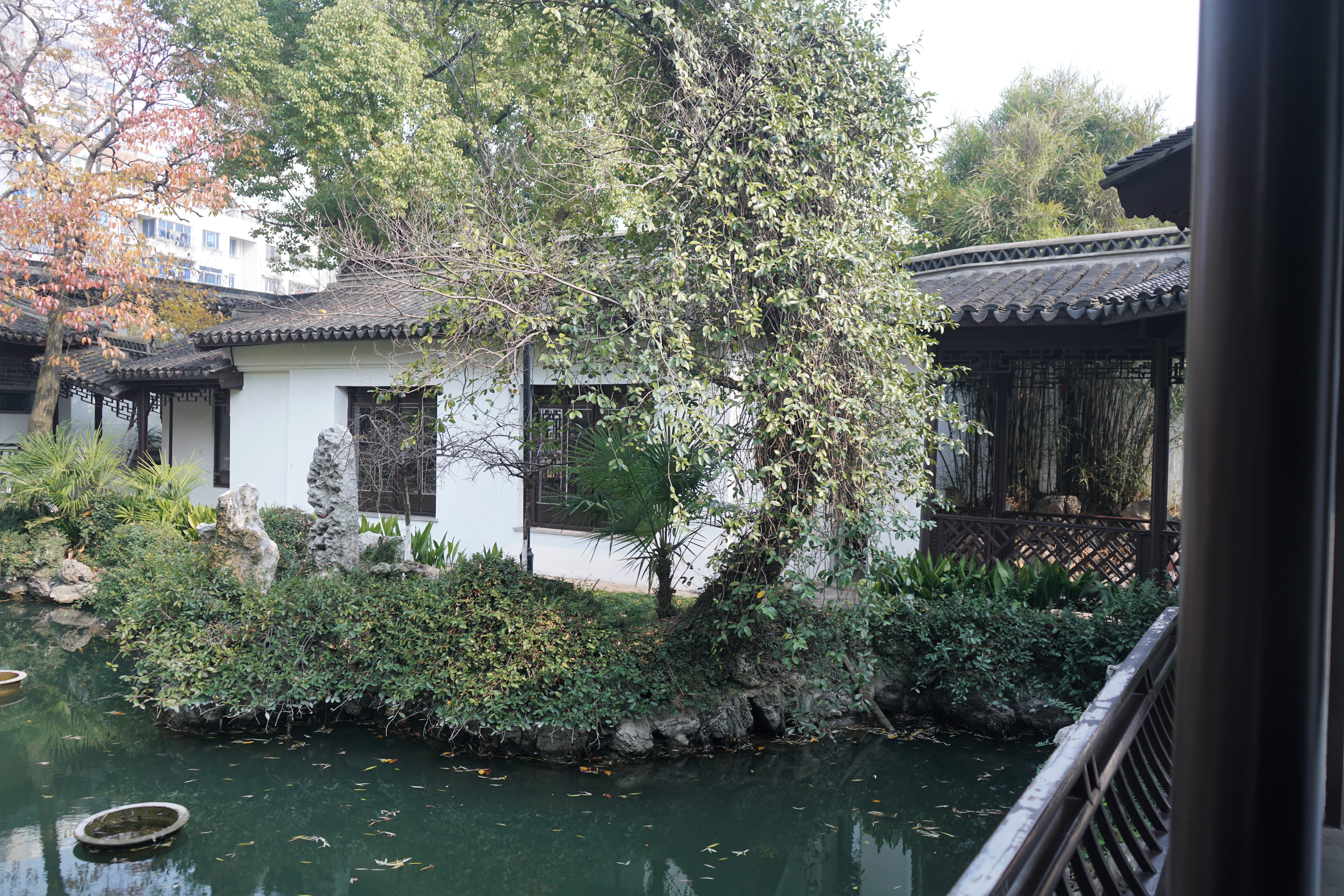
适园
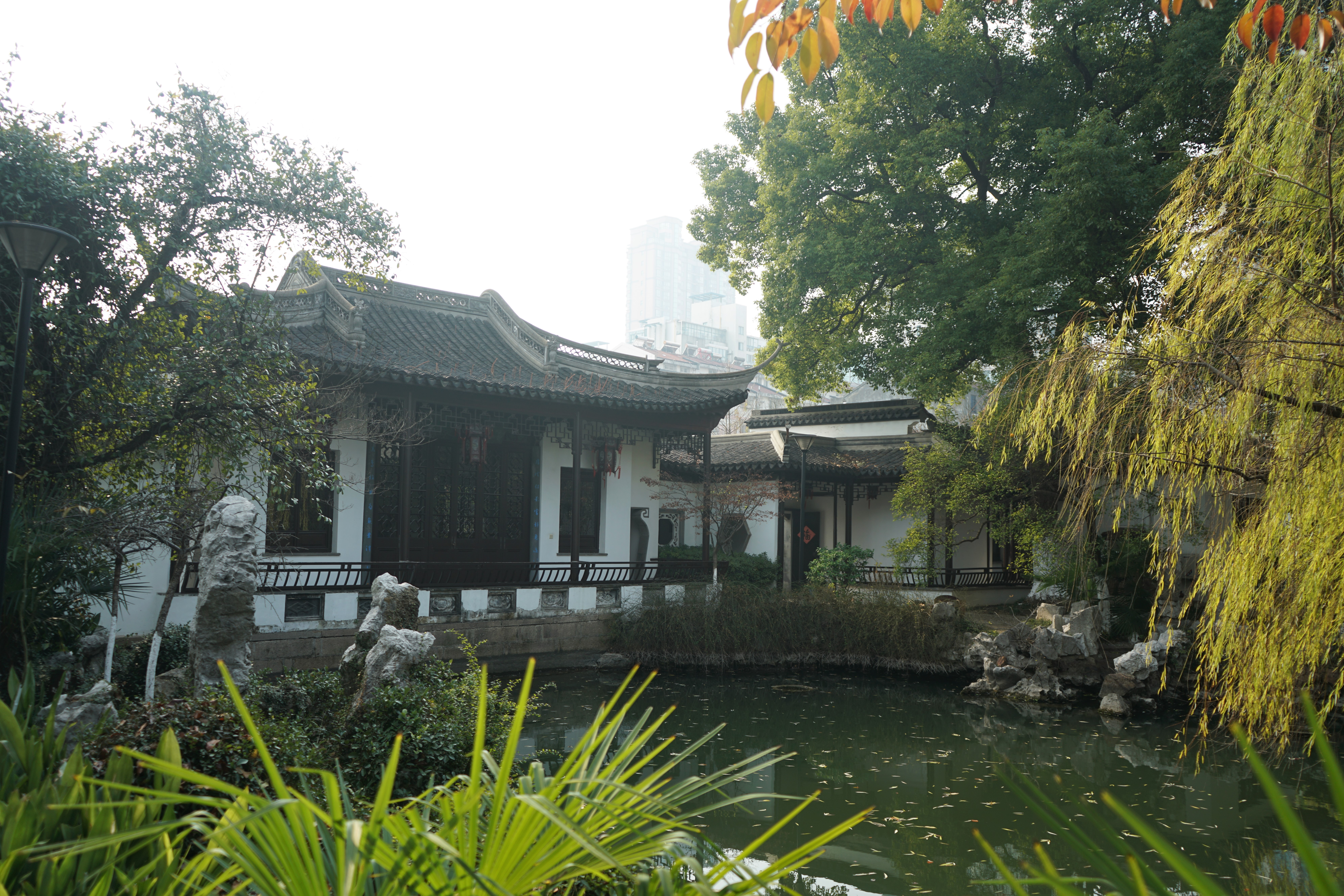
适园
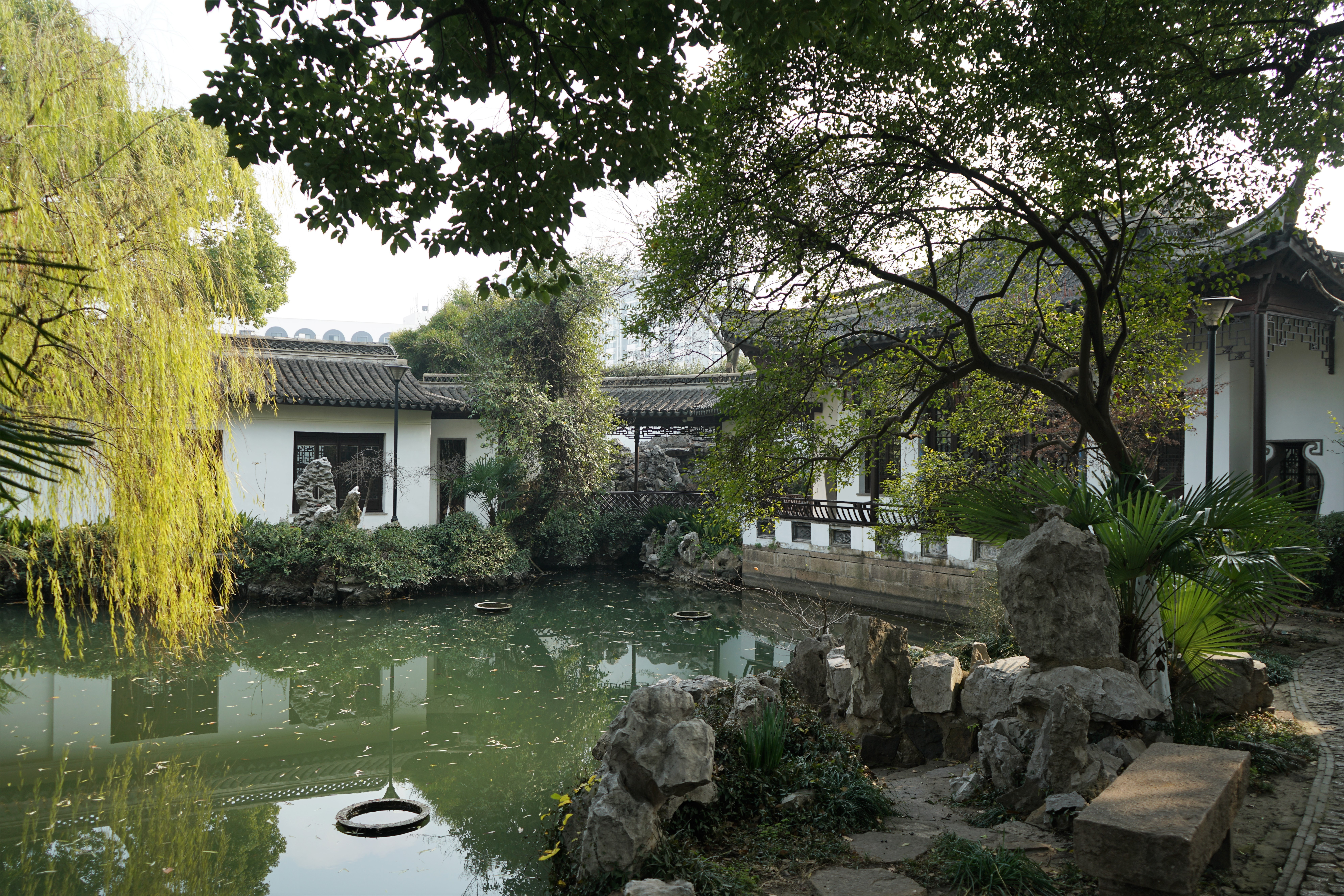
适园
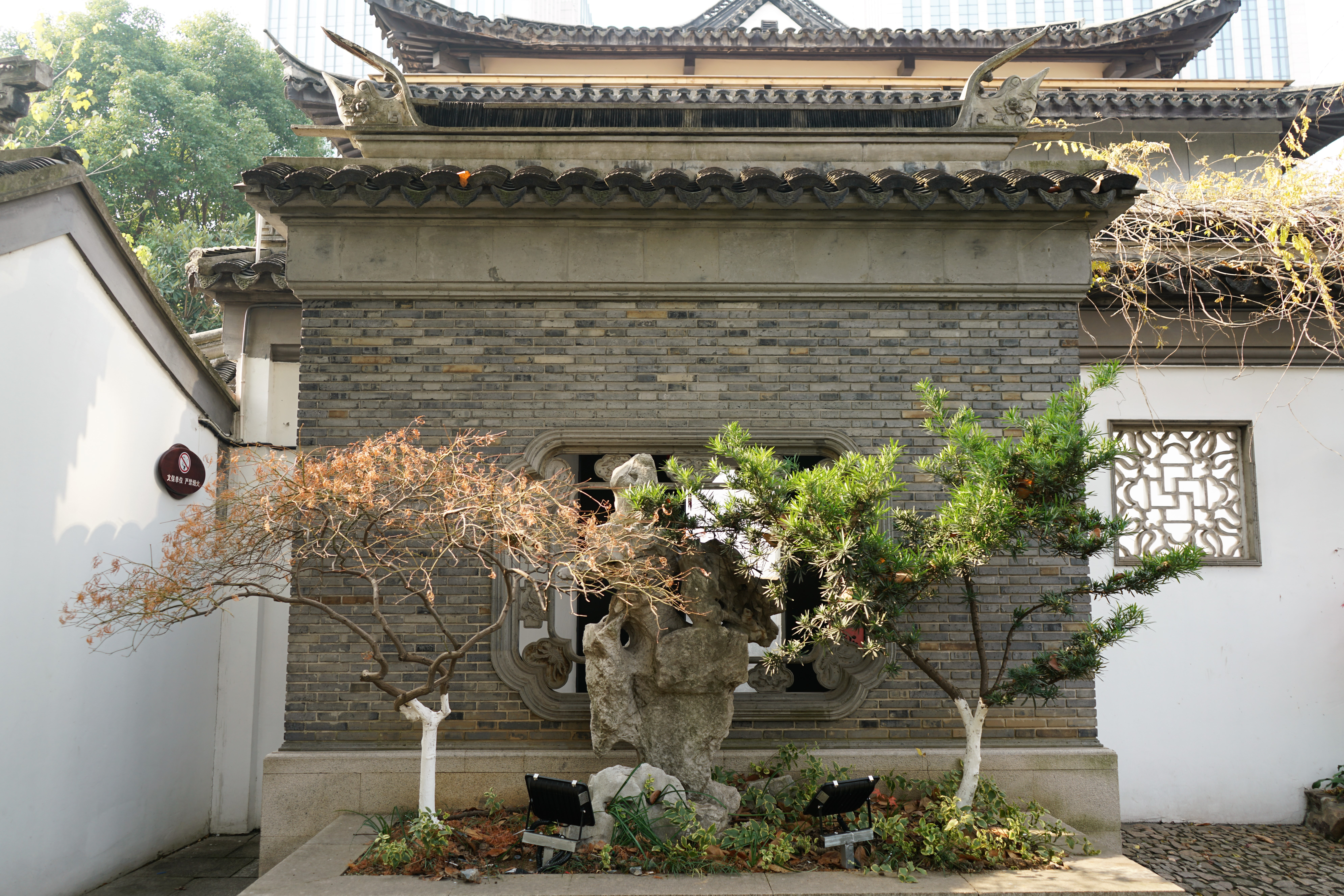
适园
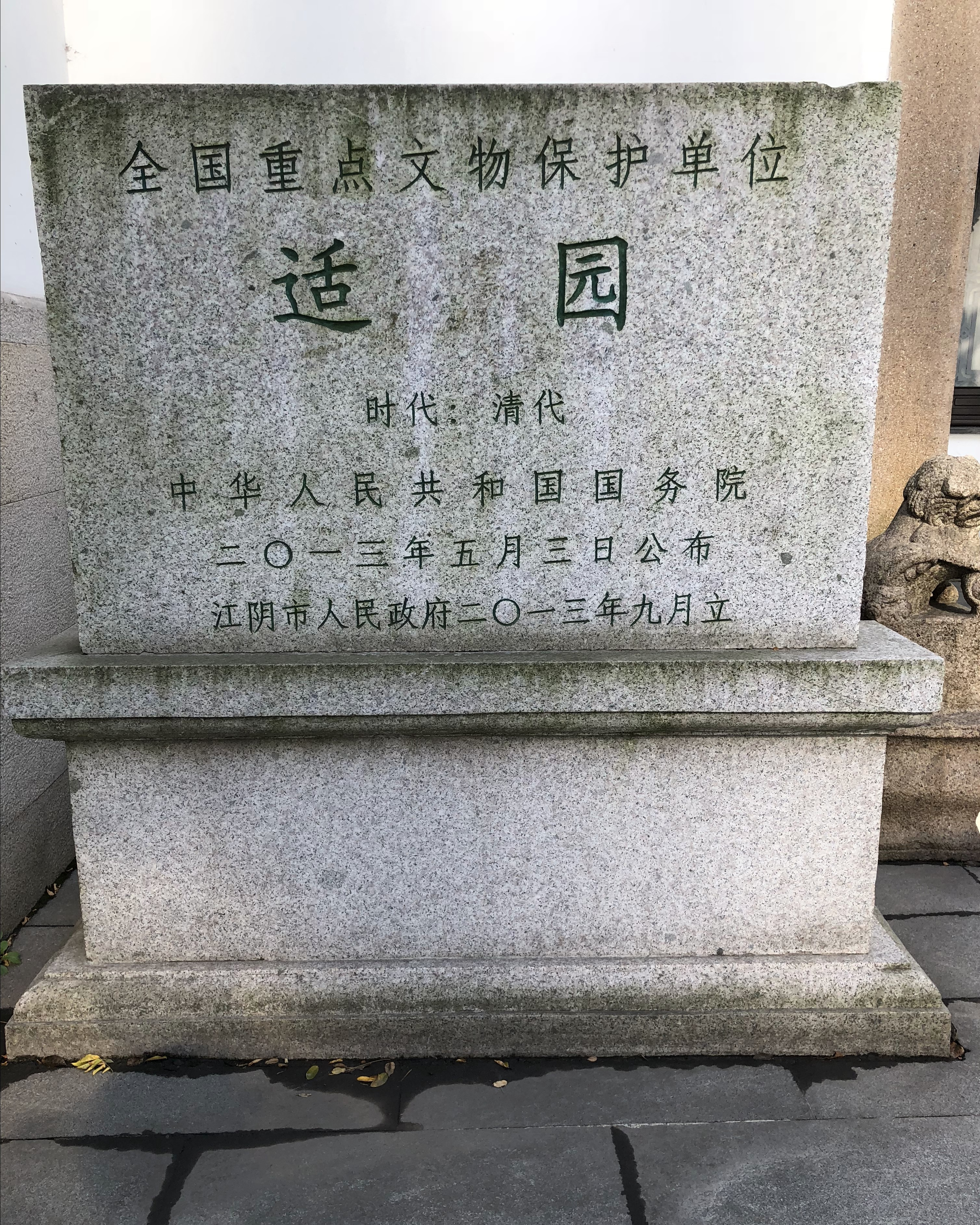
适园文保碑
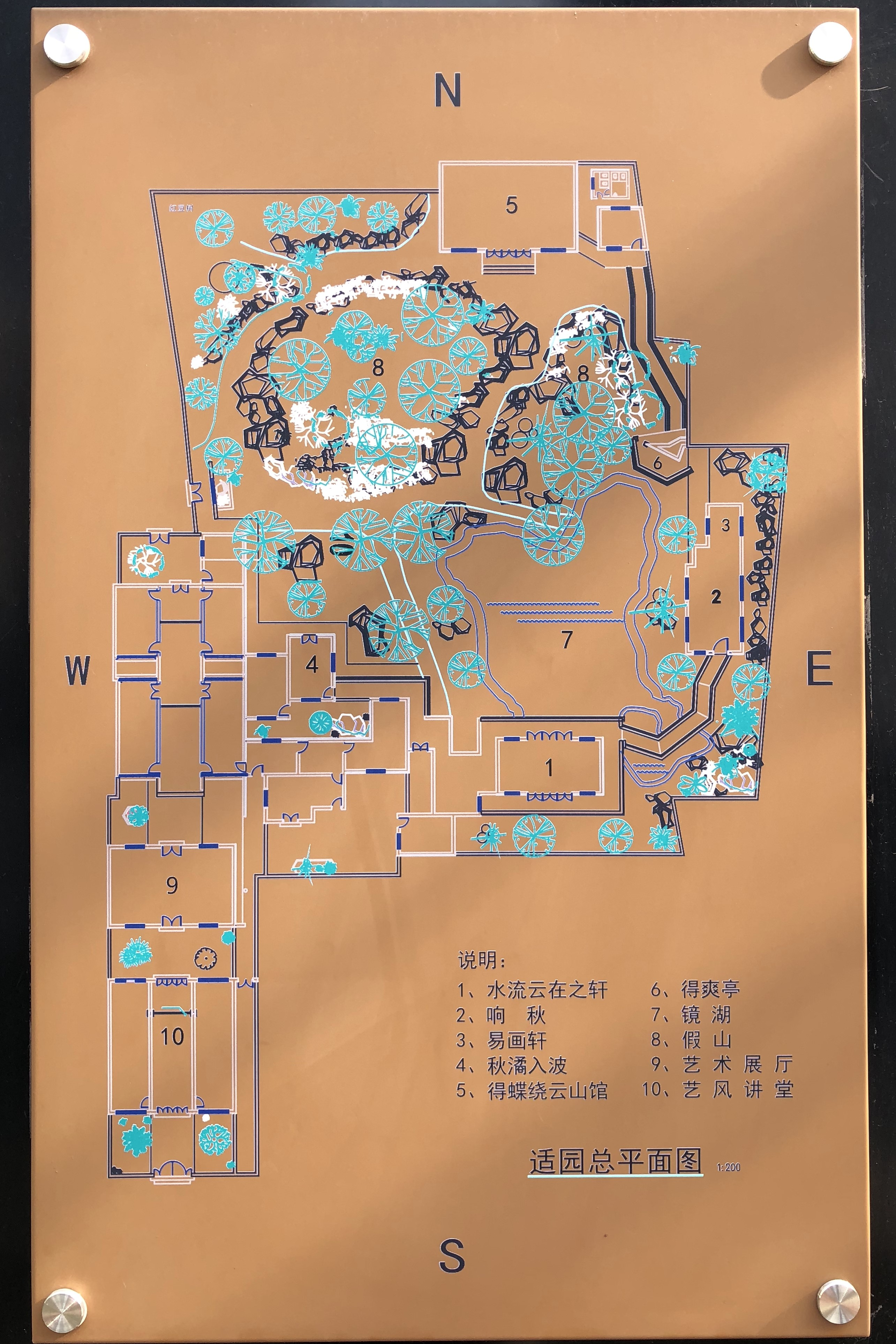
适园平面图
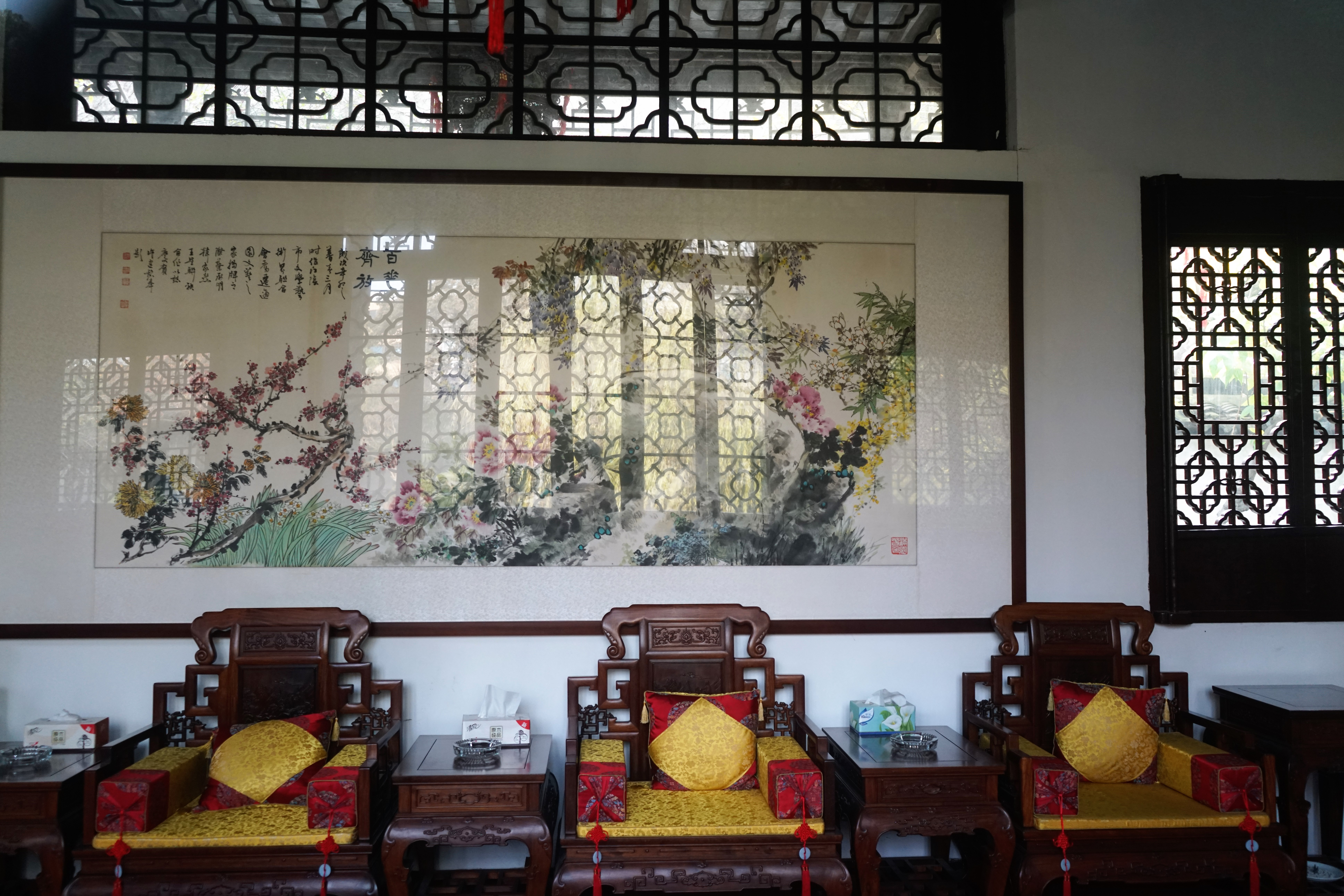
适园水流轩
倪云林山水石刻
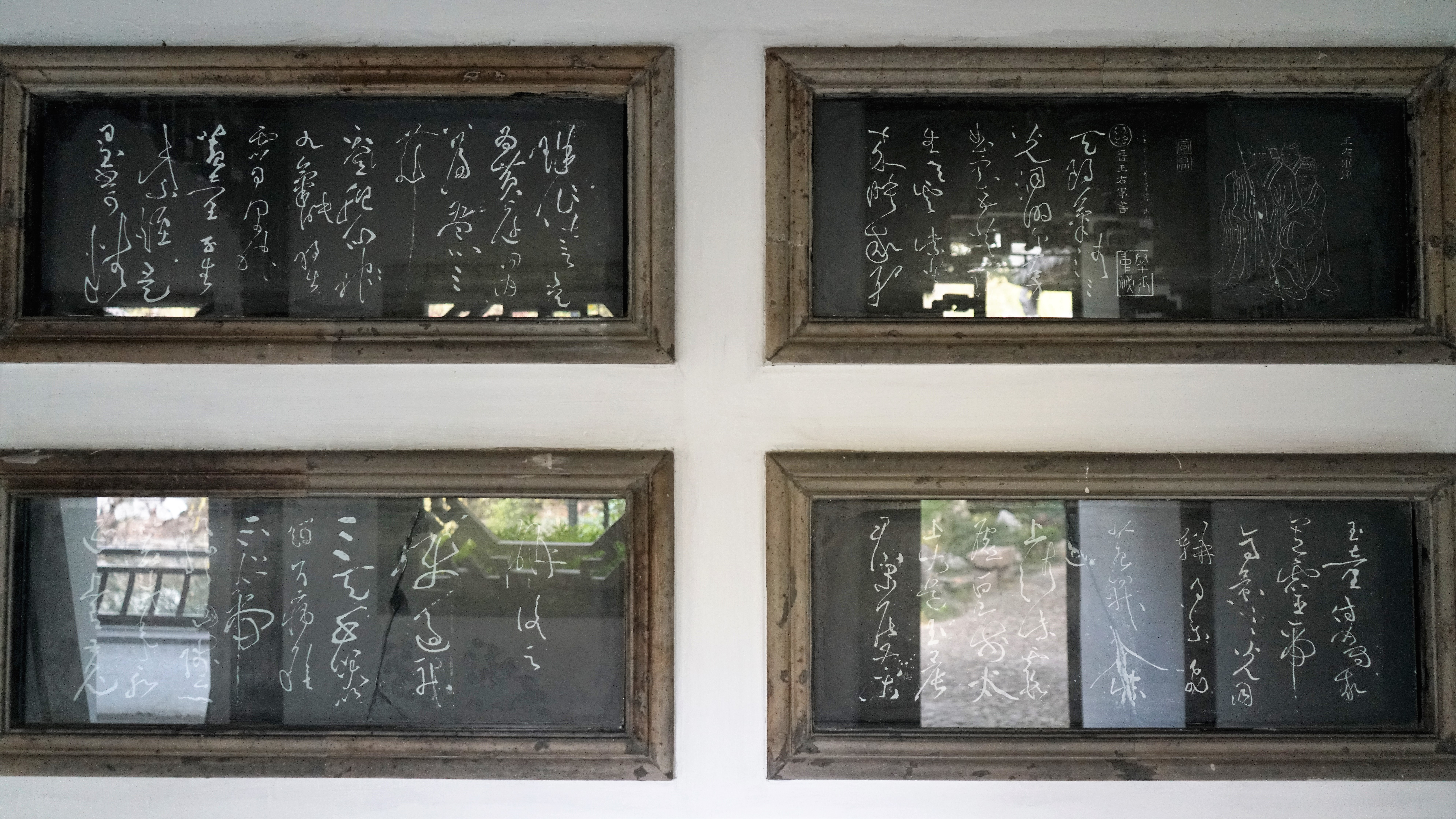
王羲之《换鹅碑》
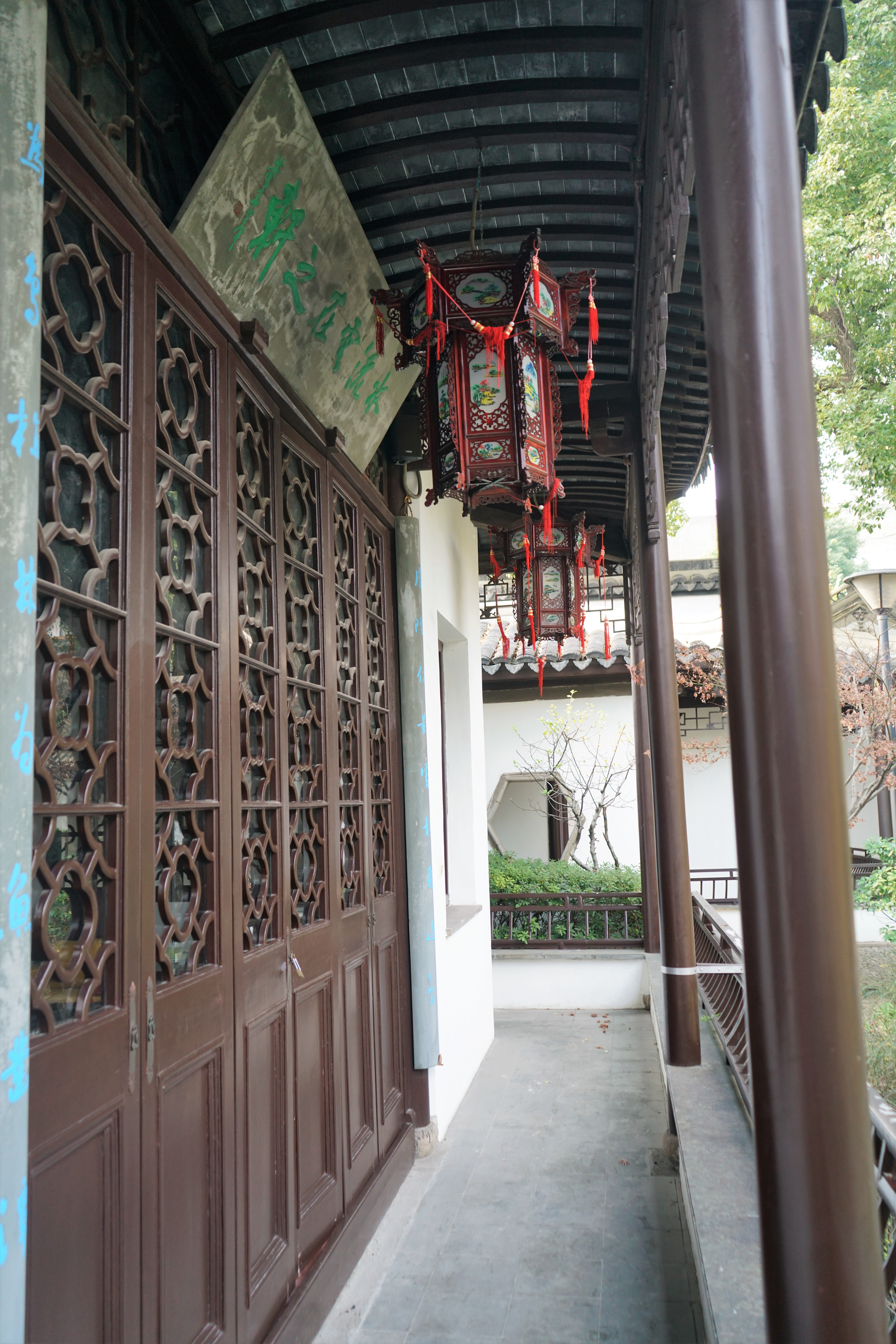
水流云在之轩